# 高松琴平電気鉄道1080形電車
高松琴平電気鉄道1080形電車（たかまつことひらでんきてつどう1080がたでんしゃ）は、高松琴平電気鉄道が保有する通勤形電車。
1988年（昭和63年）から1991年（平成3年）にかけて、制御電動客車の1081 - 1092による2両編成6本の12両が入線した。2012年（平成24年）現在、1081 - 1088・1091 - 1092の10両が琴平線に在籍する。

## 車輌概要

### 車体
車体は長さ18mの鋼製車体。窓配置はC3'-d1D3D3D2で、客用扉は片開き、窓は2段上昇式である。また、前面の窓上に方向幕と種別幕を備える。連結面は幅広の貫通路で、貫通扉はない。張上げ屋根で、奇数号車の連結面寄りにパンタグラフを備える。
冷房装置は集約分散式の東芝RPU-2209（能力8500kcal/h）で、1両につき4台を屋上に搭載している。
座席はロングシートで、モケットは青（優先席は淡い赤）である。壁には淡い緑色のデコラ板が用いられ、全般的に寒色系でまとめられている。

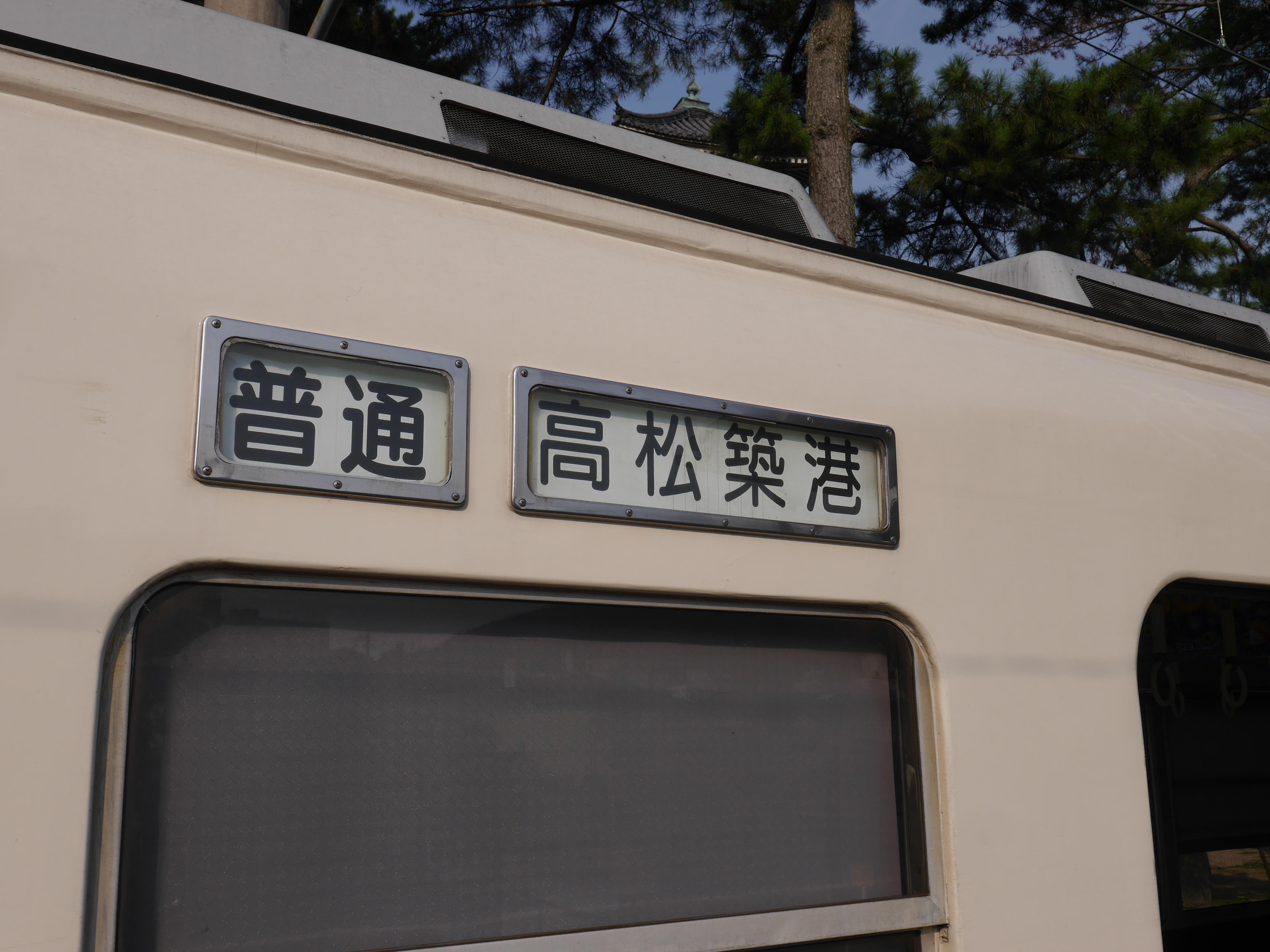
1092の方向幕と種別幕表示装置 （2017年8月)
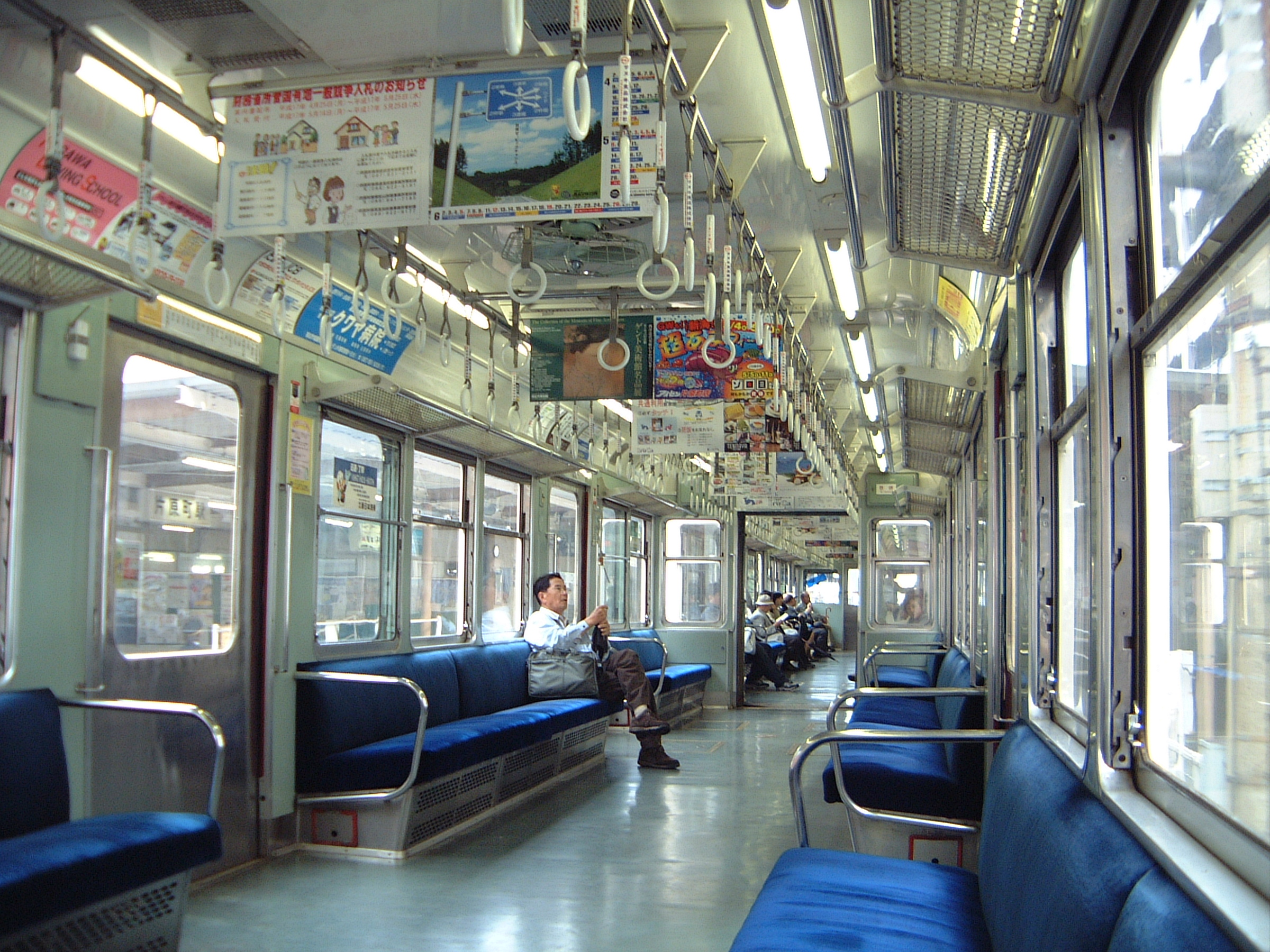
1080形電車の内装 （2005年5月)
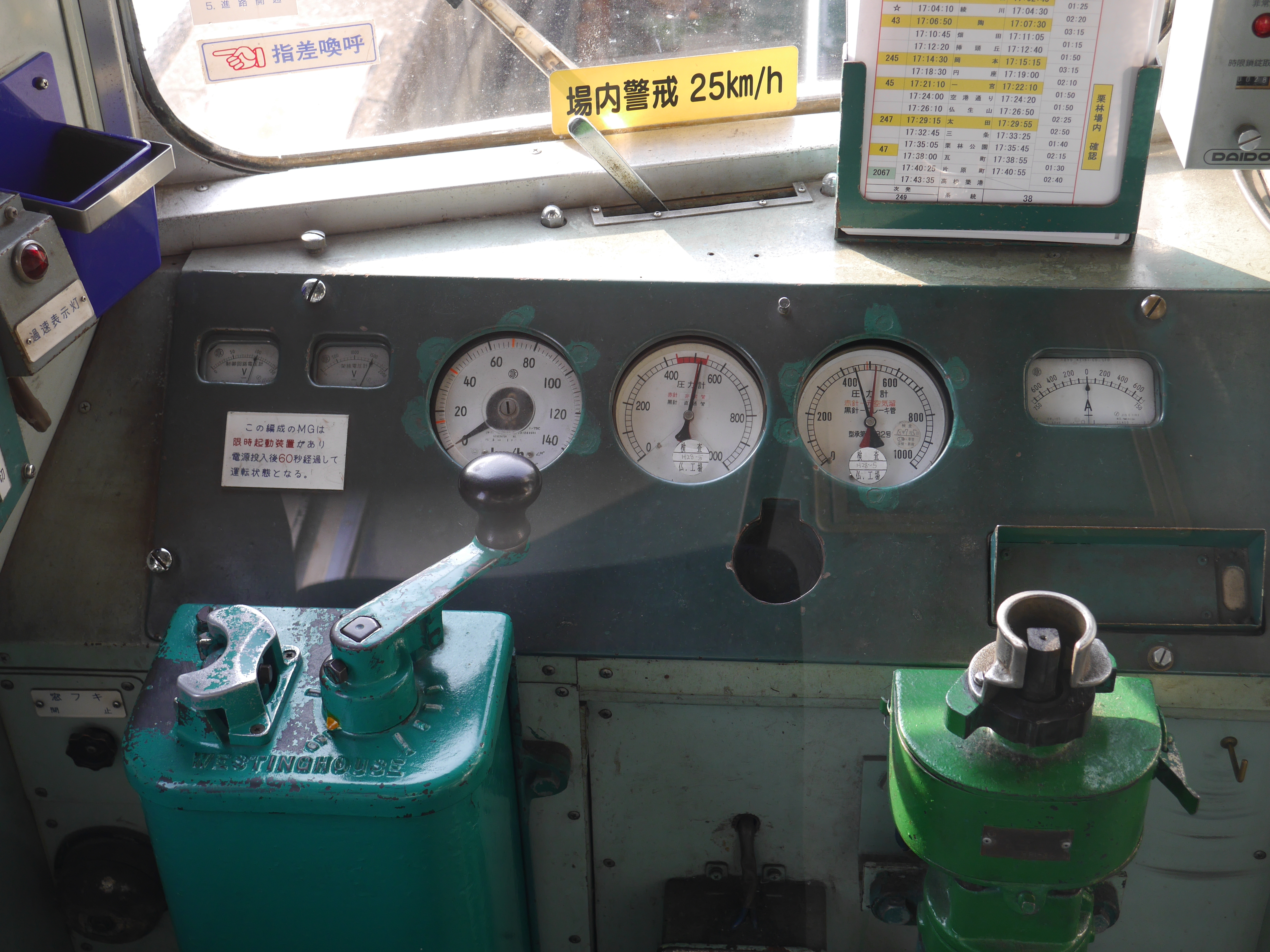
1092の運転台 （2017年8月)
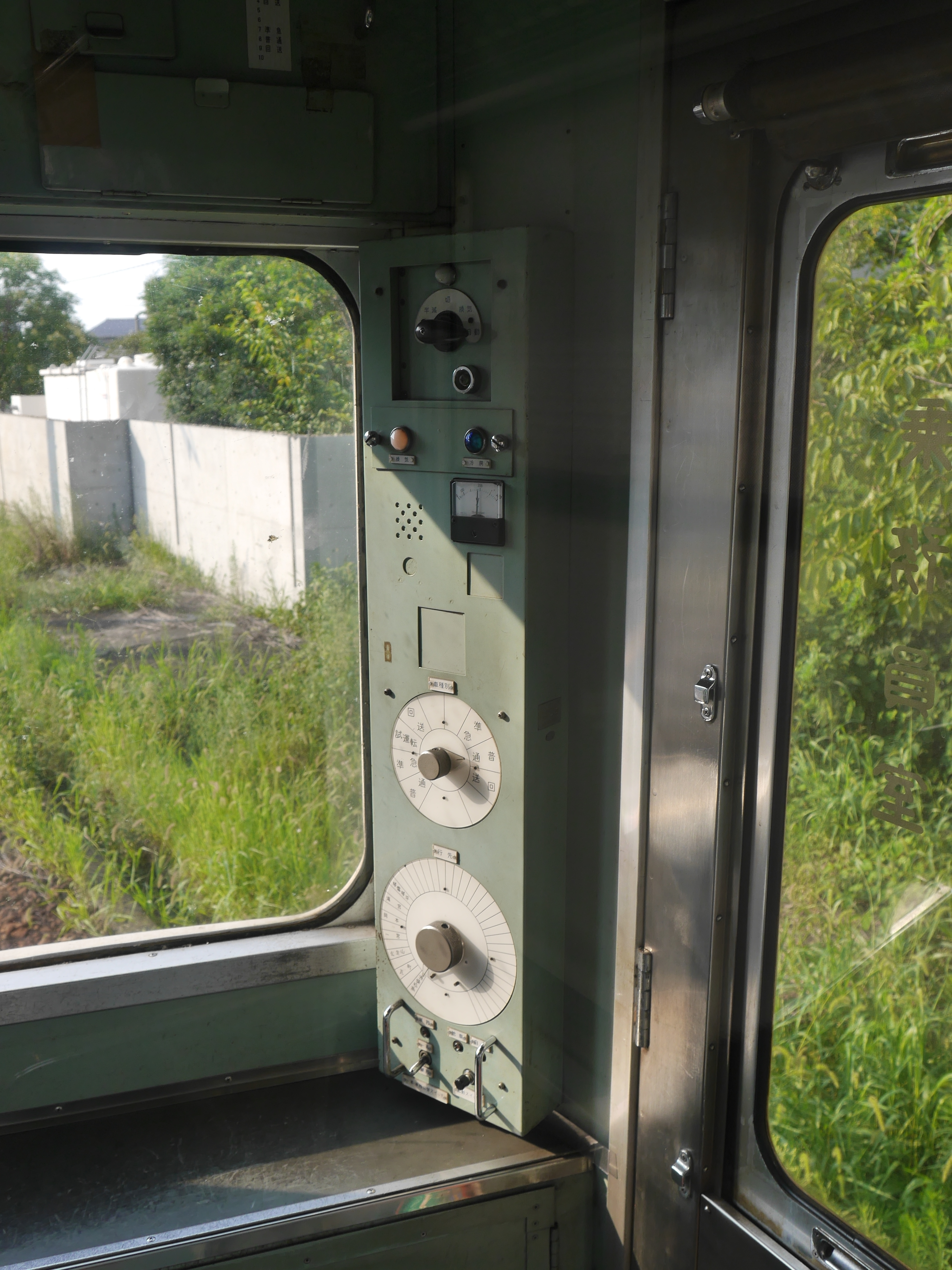
1092の種別・行先設定装置 (2017年8月)

### 走行装置
電機関連は東洋電機製造製である。主電動機は75kW×4、制御方式は自動加速式抵抗制御で、1台で8個の主電動機を直並列制御する。なお、制御機は奇数号車に搭載されている。
台車は東急車輛製造製のTS-310である。

## 車両来歴

### 琴電入線前
京浜急行電鉄1000形電車（初代）は、都営地下鉄1号線（都営地下鉄浅草線）乗り入れ用として1958年（昭和33年）に800形として登場し1978年（昭和53年）まで増備が続けられた。高松琴平電気鉄道に譲渡されて1080形となった車両は、量産車で4両固定編成の第1陣として登場した1959年から1960年に製造されたBグループである。当初は前面2枚窓であったが、1970年（昭和45年）から1972年（昭和47年）に前面貫通化改造を実施、1979年（昭和54年）から1984年（昭和59年）には冷房改造が行われたが、新造車に置き換えられ1988年から1991年に廃車となった。

### 琴電入線後

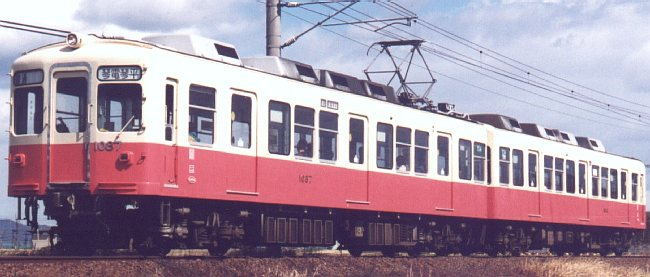
旧塗色のころの1087 仏生山駅 - 一宮駅間 2003年3月

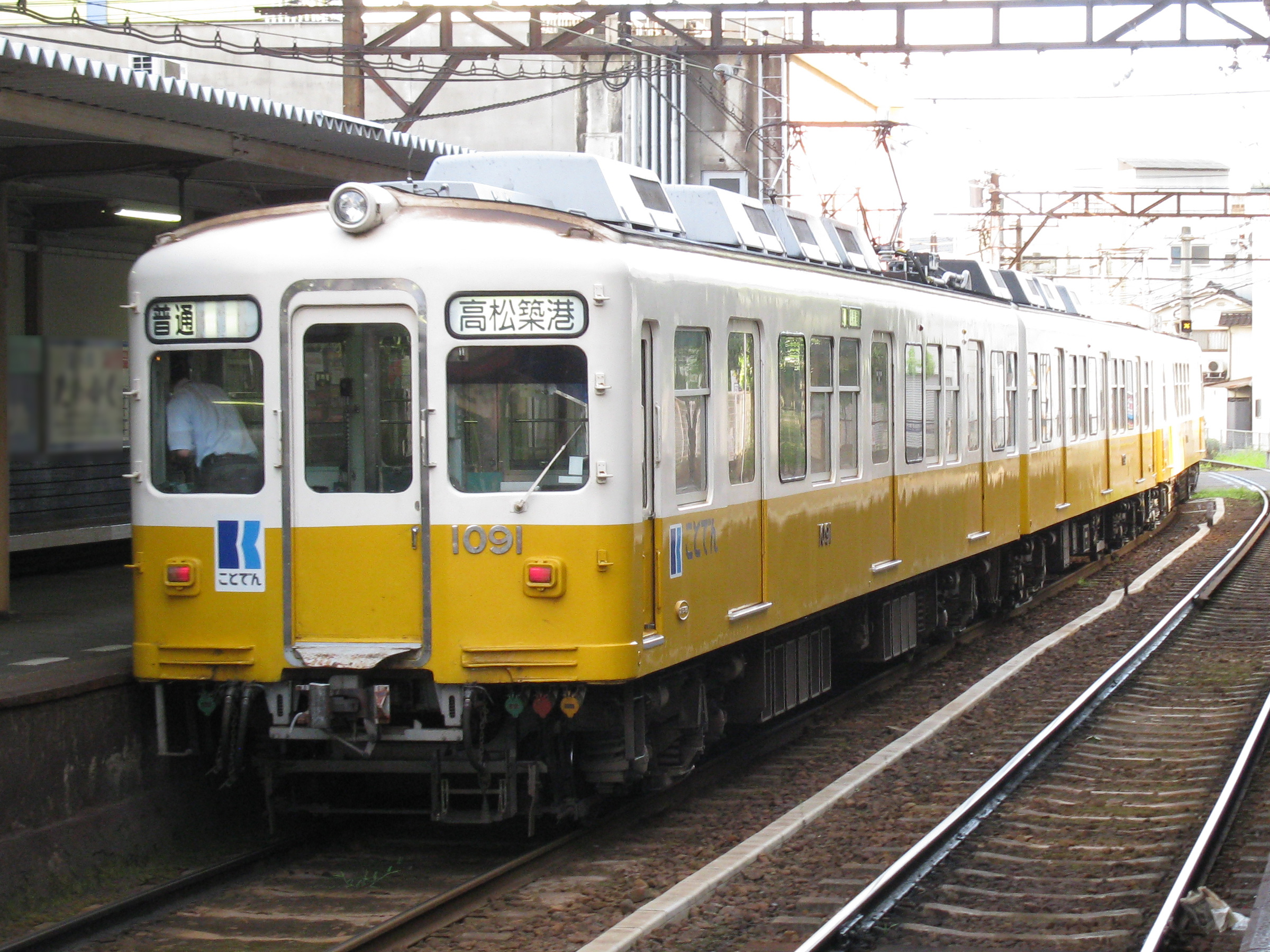
琴平線のラインカラーとなった1091 2010年8月

高松琴平電鉄は、京浜急行電鉄の車両を導入することで、琴平線の冷房化に着手した。2代目600形（琴電1070形）に続き、当形式の購入が決定された。入線に当っては、京急車輌工業により以下の改造が行われた。
- 中間車がパンタグラフ・制御機、先頭車が電動発電機・空気圧縮機などを持つ4両固定編成であるため、先頭車同士で編成を組むことができなかった。そのため、1080の奇数車は旧品川寄り中間車に浦賀寄り先頭車の先頭部を取り付けた。1080の偶数車は旧品川寄り先頭車そのままである。
- 主幹制御器（マスコン）を9段式（直列5段、並列4段）のHL用に交換。自動加速車である当形式と、在来の手動加速車の併結・総括制御を可能とするためである。
- ブレーキはHSC-D（発電制動併用電磁直通制動、応荷重制御およびB-55装置付（10km/h以下に減速したときブレーキ圧を半減させる装置））から電磁SME-D（非常管併設発電制動併用非セルフラップ式電磁弁付三管式直通空気制動）に変更。
- 主制御器の回線を変更（限流値を調整）し、加減速性能を変更。弱め界磁をカット。
- 空気圧縮機をA-2形から琴電標準のC-1000形に交換。
- ATSを1号形から琴電形に交換。
- ジャンパ栓回路の変更。
- 80km/hで作動する速度リミッターの設置。

なお、1080形より前に琴電に入線した全長18m以上の3扉車（1050形・1053形・1060形・1063形の各形式）は、中央の客用扉の撤去が行われていた。これは、当時、瓦町駅の琴平線築港方面ホームが急カーブ上に存在したため、車体との隙間が大きくなり乗降が危険になるためである。しかし、当形式は台車のセンターピン間隔が短めであることから、隙間は比較的小さくなるので、撤去は行なわれなかった。ただし、このドアには注意喚起のステッカーが貼られていた（現在は撤去）。
また、高松琴平電鉄でははじめて前面・側面に方向幕を備えた車両となった。入線当初、前面の行き先表示は、方向幕とサボを併用していたが1992年のダイヤ改正以降、方向幕のみの使用となっている。なお、入線当時は存在した「準急」の種別幕や「岡本」の方向幕が、現在も装備されている。
貫通扉の渡り板は京急時代は普段上げられていたが琴電では下げられることが多い。
2008年8月13日と翌2009年8月13日のさぬき高松まつり花火大会の際には、長尾線の応援運用に入った。行き先表示幕は高松築港方面行きの際には通常どおり『普通』『高松築港』の表示であったが琴平線車両には長尾線用の表示がないため長尾方面行きの際には白幕で『普通』のみの表示で、行き先を書いた紙を張っての走行となった。
香川県内でロケが行われた『きな子〜見習い警察犬の物語〜』の公開記念企画として、2010年6月19日から2011年4月7日まで1083-1084編成が「きな子」電車として運行された。
長尾線に1300形が増備され、それによって玉突きされた600形が琴平線に転属することにより1089-1090編成が廃車になり、2011年11月27日に同編成のさよなら運転が実施され、同年12月上旬に解体された。同編成は2004年8月30日に高松築港駅構内で台風16号に伴う高潮の被害を受け、状態が悪化していたため、廃車対象となった。
2018年4月16日より1083-1084編成が京急2100形電車をイメージカラーとしたラッピング電車として運転されている。ただしこのラッピングは京浜急行電鉄の全面広告であり、後述の1081-1082編成と異なり京急1000形電車 (初代)の配色ではないため復刻塗装でもない。
2019年3月6日より1081-1082編成が、ファン有志が立ち上げたクラウドファンディング「還暦の赤プロジェクト」により、「還暦の赤い電車」として京急時代の塗装に復元されて運行されている。

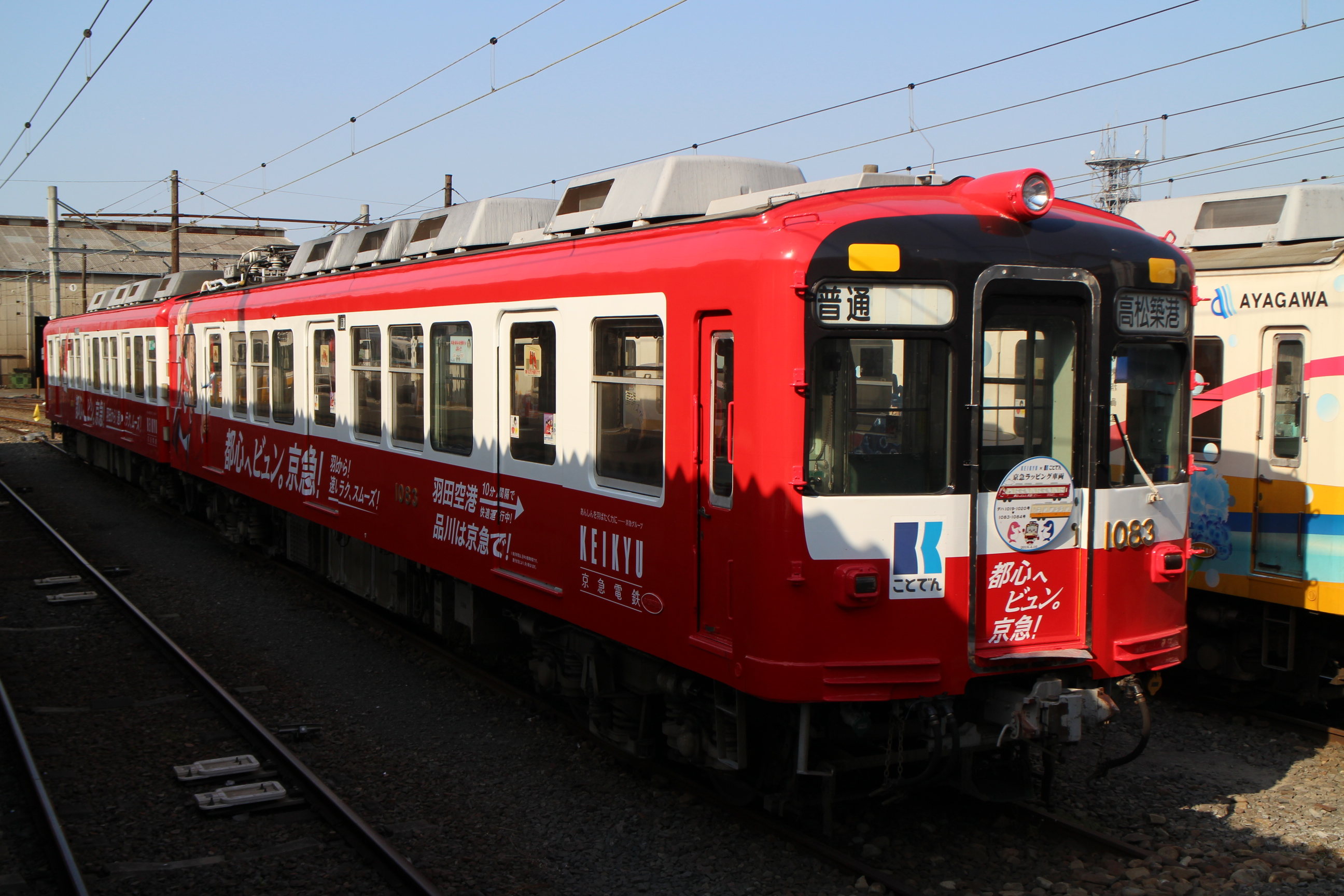
1083-1084編成 京急ラッピング車両
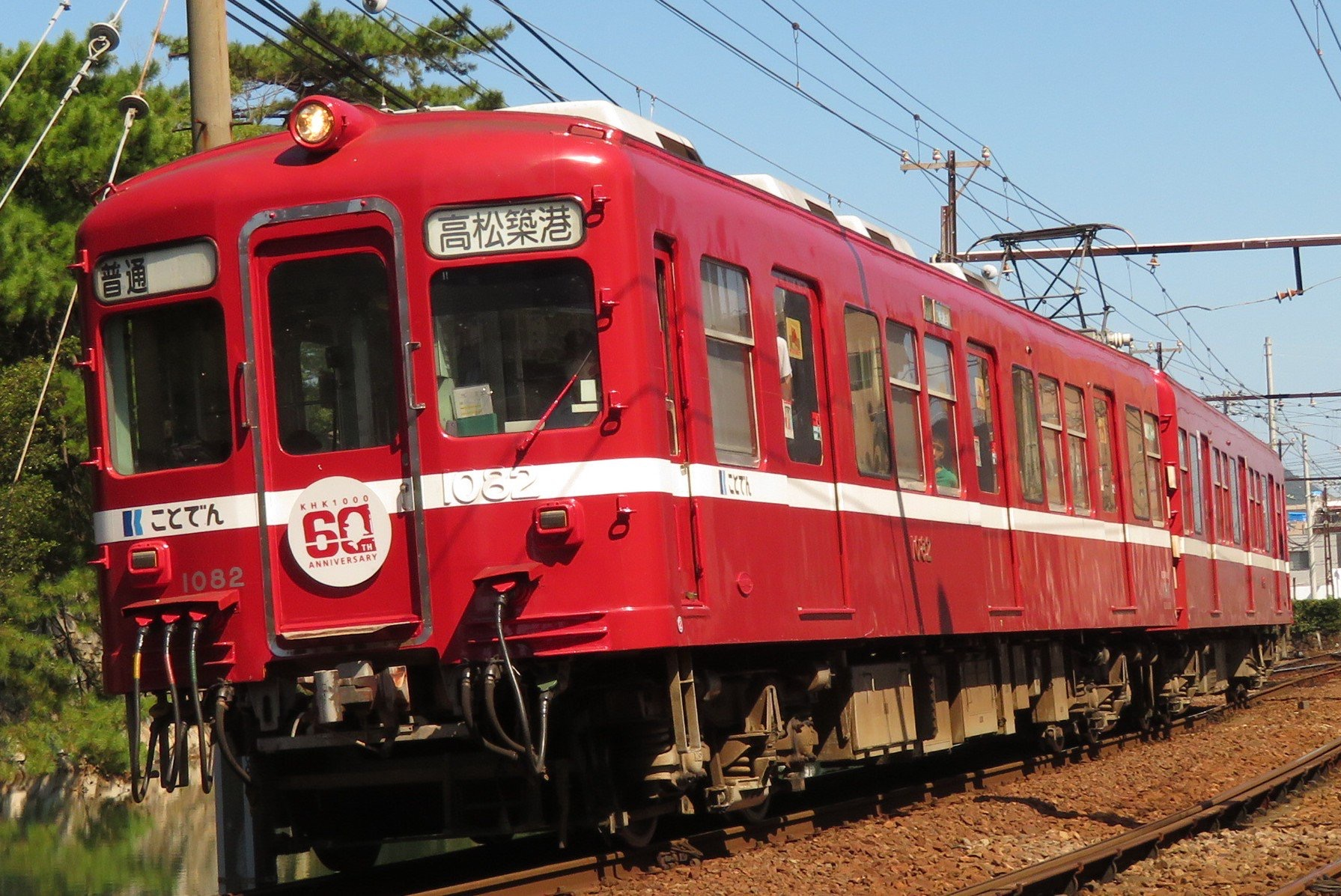
1081-1082編成 還暦の赤い電車
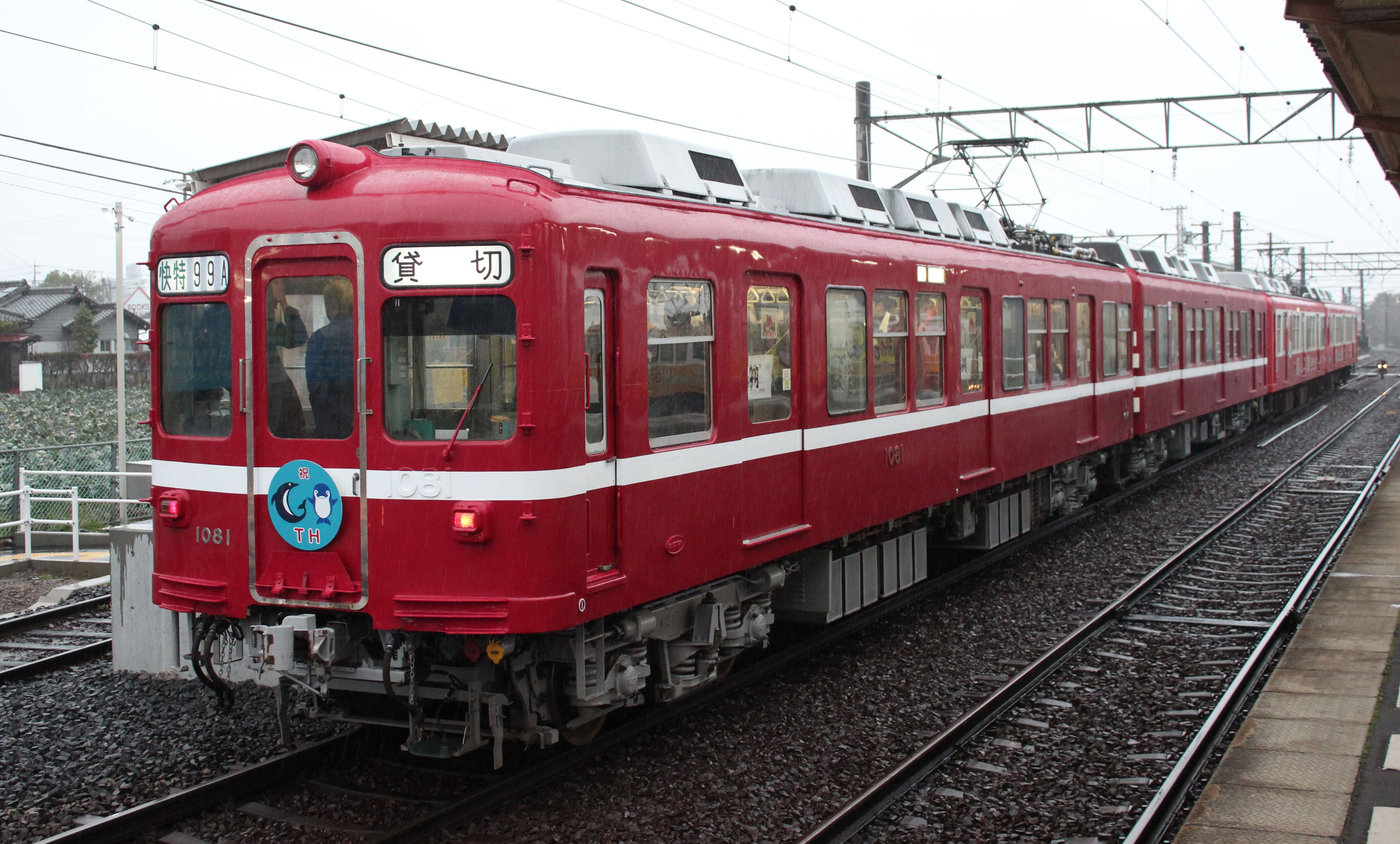
還暦の赤い電車と京急ラッピング車両を連結した貸切列車

### 車歴と現在の編成
| 琴電での車番と編成         | 琴電での車番と編成 | 京急での車番       | 京急での編成 | 製造年 | 製造 メーカー | 琴電への 入線 | 廃車年 |
| -------------------------- | ------------------ | ------------------ | ------------ | ------ | ------------- | ------------- | ------ |
| ← 琴電琴平瓦町・高松築港 → |                    | 京急での車番       | 京急での編成 | 製造年 | 製造 メーカー | 琴電への 入線 | 廃車年 |
| 1081                       | 1082               | デハ1011・デハ1012 | 1009F        | 1959年 | 東急車輌      | 1988年        |        |
| 1083                       | 1084               | デハ1019・デハ1020 | 1017F        | 1960年 | 川崎車輌      | 1989年        |        |
| 1085                       | 1086               | デハ1023・デハ1024 | 1021F        | 1960年 | 東急車輌      | 1989年        |        |
| 1087                       | 1088               | デハ1027・デハ1028 | 1025F        | 1960年 | 東急車輌      | 1990年        |        |
| 1089                       | 1090               | デハ1047・デハ1048 | 1045F        | 1960年 | 東急車輌      | 1991年        | 2011年 |
| 1091                       | 1092               | デハ1043・デハ1044 | 1041F        | 1960年 | 東急車輌      | 1991年        |        |